# جان کثیف (مجموعه تلویزیونی)
جان کثیف (انگلیسی: Dirty John) سریالی در ژانر جنایت واقعی است که بر اساس پادکستی به همین نام اثر کریستوفر گفارد ساخته شده و در سال ۲۰۱۸ از شبکه براوو و از سال ۲۰۱۹ از شبکه نتفلیکس پخش شد.